# Liga2 2021 (Perú)
La Liga2 de Fútbol Profesional del Perú 2021, conocida como Liga2 2021, fue la edición número 69 de la Segunda División del Perú, la decimosexta desde que se descentraliza en 2006 y la tercera bajo la denominación de Liga2.

## Sistema de competición
La Liga2 de Fútbol Profesional del Perú 2021 se jugará en una fase regular y una fase final. La Fase 1 y 2 la componen los 12 equipos que jugarán todos contra todos en 11 fechas en cada fase clasificatoria. Al terminar dicha cantidad de partidos, los equipos ubicados en la primera y segunda posición clasificarán a la definición del campeonato que determinará el equipo que ascenderá directamente a la Liga1 2022, mientras que los clubes ubicados del tercero al sexto lugar, junto con el perdedor de la definición del título (o en su defecto el segundo lugar de la tabla general) avanzarán a la fase de Play-offs donde se definirá al subcampeón. En caso de que un mismo equipo hubiera ganado las 2 fases, sería campeón y ascendería de forma directa.
Los play-offs se componen de repechaje, semifinal y final; el equipo ubicado en segundo lugar o perdedor de la eliminatoria de campeonato accede a la final, y jugará dicha instancia con el ganador de los repechajes previos.
- Primera eliminatoria:
  - Llave 1: Puesto 3 vs. Puesto 6
  - Llave 2: Puesto 4 vs. Puesto 5
- Segunda  eliminatoria:
  - Llave 3: Ganador de la llave 1 vs. Ganador de la llave 2
- Definición:
  - Ganador de la llave 3  vs. Perdedor de la final

El equipo que resulte vencedor de la eliminatoria final será quien juegue la promoción con el equipo ubicado en el 16.º lugar de la Liga1 2021. Por último, se determinó que no existieran descensos en esta temporada.

## Ascensos y descensos
Alianza Lima descendió a la Liga2 en la temporada 2020 y figuró para disputar la edición 2021, desde el mes de noviembre 2020 hasta el mes de marzo 2021. Sin embargo, debido a decisiones administrativas, se descontaron puntos a Carlos Stein, que pasó a jugar la Liga2 2021 mientras Alianza Lima pudo disputar la Liga1 2021. 
| Pos. | Descendido de Liga1 2020 |
| ---- | ------------------------ |
| 18.° | Atlético Grau            |
| 19.° | Carlos Stein             |
| 20.° | Deportivo Llacuabamba    |

| Pos. | Ascendido de la Liga2 2020 |
| ---- | -------------------------- |
| 1.°  | Alianza Atlético           |

## Geolocalización
| Departamento | Cantidad | Equipos                                |
| ------------ | -------- | -------------------------------------- |
| Lambayeque   | 3        | Carlos Stein Juan Aurich Pirata FC     |
| La Libertad  | 2        | Deportivo Llacuabamba Sport Chavelines |
| Lima         | 2        | Deportivo Coopsol Unión Huaral         |
| Apurímac     | 1        | Los Chankas                            |
| Cajamarca    | 1        | Comerciantes Unidos                    |
| Ica          | 1        | Santos FC                              |
| Piura        | 1        | Atlético Grau                          |
| San Martín   | 1        | Unión Comercio                         |

| Atlético Grau Coopsol Comerciantes Unidos Los Chankas Carlos Stein Juan Aurich Pirata FC Deportivo Llacuabamba Sport Chavelines Santos FC Unión Huaral Unión Comercio |

## Datos
| Equipo                | Entrenador        | Proveedor | Patrocinador principal |
| --------------------- | ----------------- | --------- | ---------------------- |
| Atlético Grau         | Jesús Oropesa     | Walon     | Caja Piura             |
| Carlos Stein          | Jahir Butrón      | New Life  | Negocios Ipasa         |
| Comerciantes Unidos   | Leonardo Morales  | Sporteam  |                        |
| Deportivo Coopsol     | Carlos Silvestri  | Omi       | Campo Mayor            |
| Deportivo Llacuabamba | Salomón Paredes   | Amida     |                        |
| Juan Aurich           | José Soto         | Jave      | Tiendas EFE            |
| Los Chankas           | Gerardo Gutiérrez | Sporteam  | Pinturas Cykron        |
| Pirata FC             | Daniel Valderrama | Front     | OMA Group              |
| Santos FC             | Orlando Lavalle   | Sporteam  | Jorge Bravo            |
| Sport Chavelines      | Paul Cominges     | Palant    | Elegant Show           |
| Unión Comercio        | Carlos Cortijo    | Urzu      | Corporación Chávez     |
| Unión Huaral          | Francisco Melgar  | Loma's    |                        |

## Fase 1

### Clasificación
| Pos. | Equipo                | Pts. | PJ | G | E | P | GF | GC | Dif. | Clasificación                         |
| ---- | --------------------- | ---- | -- | - | - | - | -- | -- | ---- | ------------------------------------- |
| 1    | Sport Chavelines      | 23   | 11 | 7 | 2 | 2 | 28 | 16 | +12  | Accede a los Play-offs de campeonato. |
| 2    | Atlético Grau         | 21   | 11 | 6 | 3 | 2 | 18 | 10 | +8   |                                       |
| 3    | Unión Comercio        | 16   | 11 | 4 | 4 | 3 | 18 | 12 | +6   |                                       |
| 4    | Juan Aurich           | 16   | 11 | 4 | 4 | 3 | 12 | 11 | +1   |                                       |
| 5    | Deportivo Llacuabamba | 16   | 11 | 4 | 4 | 3 | 21 | 22 | −1   |                                       |
| 6    | Carlos Stein          | 15   | 11 | 3 | 6 | 2 | 15 | 14 | +1   |                                       |
| 7    | Santos FC             | 15   | 11 | 4 | 3 | 4 | 15 | 16 | −1   |                                       |
| 8    | Los Chankas           | 14   | 11 | 3 | 5 | 3 | 18 | 17 | +1   |                                       |
| 9    | Comerciantes Unidos   | 14   | 11 | 4 | 2 | 5 | 15 | 20 | −5   |                                       |
| 10   | Deportivo Coopsol     | 13   | 11 | 3 | 4 | 4 | 11 | 15 | −4   |                                       |
| 11   | Unión Huaral          | 9    | 11 | 2 | 3 | 6 | 12 | 20 | −8   |                                       |
| 12   | Pirata FC             | 4    | 11 | 0 | 4 | 7 | 17 | 27 | −10  |                                       |

 Fuente: FPF
Criterios de clasificación: Puntos · Diferencia de goles · Goles a favor · Play-off

### Resultados
- Los horarios corresponden al huso horario de Perú: (UTC-5).

| Fecha 1           | Fecha 1   | Fecha 1               | Fecha 1           | Fecha 1    | Fecha 1 | Fecha 1  |
| Equipo 1          | Resultado | Equipo 2              | Estadio           | Fecha      | Hora    | TV       |
| ----------------- | --------- | --------------------- | ----------------- | ---------- | ------- | -------- |
| Unión Comercio    | 2 - 2     | Cultural Santa Rosa   | Miguel Grau       | 19 de mayo | 11:00   | —        |
| Sport Chavelines  | 2 - 2     | Atlético Grau         | Videna FPF        | 19 de mayo | 13:15   | —        |
| Deportivo Coopsol | 0 - 1     | Comerciantes Unidos   | Miguel Grau       | 19 de mayo | 15:30   | Gol Perú |
| Carlos Stein      | 3 - 2     | Deportivo Llacuabamba | Iván Elías Moreno | 20 de mayo | 11:00   | —        |
| Unión Huaral      | 1 - 3     | Santos FC             | Videna FPF        | 20 de mayo | 13:15   | —        |
| Juan Aurich       | 2 - 0     | Pirata FC             | Iván Elías Moreno | 20 de mayo | 15:30   | Gol Perú |

| Fecha 2               | Fecha 2   | Fecha 2           | Fecha 2           | Fecha 2    | Fecha 2 | Fecha 2  |
| Equipo 1              | Resultado | Equipo 2          | Estadio           | Fecha      | Hora    | TV       |
| --------------------- | --------- | ----------------- | ----------------- | ---------- | ------- | -------- |
| Cultural Santa Rosa   | 1 - 1     | Carlos Stein      | Miguel Grau       | 25 de mayo | 11:00   | —        |
| Atlético Grau         | 2 - 0     | Deportivo Coopsol | Iván Elías Moreno | 25 de mayo | 13:15   | —        |
| Comerciantes Unidos   | 1 - 2     | Juan Aurich       | Miguel Grau       | 25 de mayo | 15:30   | Gol Perú |
| Deportivo Llacuabamba | 4 - 3     | Unión Huaral      | Iván Elías Moreno | 26 de mayo | 11:00   | —        |
| Santos FC             | 2 - 1     | Sport Chavelines  | Miguel Grau       | 26 de mayo | 13:15   | —        |
| Pirata FC             | 0 - 3     | Unión Comercio    | Iván Elías Moreno | 26 de mayo | 15:30   | Gol Perú |

| Fecha 3           | Fecha 3   | Fecha 3               | Fecha 3           | Fecha 3    | Fecha 3 | Fecha 3  |
| Equipo 1          | Resultado | Equipo 2              | Estadio           | Fecha      | Hora    | TV       |
| ----------------- | --------- | --------------------- | ----------------- | ---------- | ------- | -------- |
| Sport Chavelines  | 4 - 2     | Deportivo Llacuabamba | Miguel Grau       | 29 de mayo | 11:00   | —        |
| Deportivo Coopsol | 1 - 0     | Santos FC             | Iván Elías Moreno | 30 de mayo | 10:00   | —        |
| Unión Huaral      | 0 - 3     | Cultural Santa Rosa   | Miguel Grau       | 30 de mayo | 12:00   | —        |
| Unión Comercio    | 0 - 0     | Carlos Stein          | Iván Elías Moreno | 31 de mayo | 11:00   | —        |
| Pirata FC         | 2 - 3     | Comerciantes Unidos   | Miguel Grau       | 31 de mayo | 13:15   | Gol Perú |
| Juan Aurich       | 0 - 2     | Atlético Grau         | Iván Elías Moreno | 31 de mayo | 15:30   | Gol Perú |

| Fecha 4               | Fecha 4   | Fecha 4           | Fecha 4           | Fecha 4    | Fecha 4 | Fecha 4  |
| Equipo 1              | Resultado | Equipo 2          | Estadio           | Fecha      | Hora    | TV       |
| --------------------- | --------- | ----------------- | ----------------- | ---------- | ------- | -------- |
| Deportivo Llacuabamba | 2 - 2     | Deportivo Coopsol | Iván Elías Moreno | 3 de junio | 11:00   | —        |
| Cultural Santa Rosa   | 0 - 3     | Sport Chavelines  | Miguel Grau       | 3 de junio | 13:15   | —        |
| Comerciantes Unidos   | 1 - 1     | Unión Comercio    | Iván Elías Moreno | 3 de junio | 15:30   | Gol Perú |
| Carlos Stein          | 1 - 2     | Unión Huaral      | Miguel Grau       | 4 de junio | 11:00   | —        |
| Atlético Grau         | 2 - 1     | Pirata FC         | Iván Elías Moreno | 4 de junio | 13:15   | —        |
| Santos FC             | 0 - 0     | Juan Aurich       | Miguel Grau       | 4 de junio | 15:30   | Gol Perú |

| Fecha 5             | Fecha 5   | Fecha 5               | Fecha 5     | Fecha 5     | Fecha 5 | Fecha 5  |
| Equipo 1            | Resultado | Equipo 2              | Estadio     | Fecha       | Hora    | TV       |
| ------------------- | --------- | --------------------- | ----------- | ----------- | ------- | -------- |
| Pirata FC           | 2 - 2     | Santos FC             | Videna FPF  | 26 de junio | 15:00   | —        |
| Unión Huaral        | 1 - 1     | Unión Comercio        | Videna FPF  | 27 de junio | 11:00   | —        |
| Juan Aurich         | 0 - 0     | Deportivo Llacuabamba | Miguel Grau | 27 de junio | 13:15   | —        |
| Deportivo Coopsol   | 2 - 0     | Cultural Santa Rosa   | San Marcos  | 28 de junio | 10:30   | —        |
| Sport Chavelines    | 3 - 4     | Carlos Stein          | San Marcos  | 28 de junio | 13:00   | Gol Perú |
| Comerciantes Unidos | 1 - 0     | Atlético Grau         | San Marcos  | 28 de junio | 15:30   | Gol Perú |

| Fecha 6               | Fecha 6   | Fecha 6             | Fecha 6    | Fecha 6     | Fecha 6 | Fecha 6  |
| Equipo 1              | Resultado | Equipo 2            | Estadio    | Fecha       | Hora    | TV       |
| --------------------- | --------- | ------------------- | ---------- | ----------- | ------- | -------- |
| Deportivo Llacuabamba | 4 - 3     | Pirata FC           | San Marcos | 1 de julio  | 15:00   | —        |
| Cultural Santa Rosa   | 3 - 4     | Juan Aurich         | San Marcos | 2 de julio  | 10:30   | —        |
| Unión Huaral          | 1 - 3     | Sport Chavelines    | San Marcos | 2 de julio  | 13:00   | Gol Perú |
| Carlos Stein          | 1 - 1     | Deportivo Coopsol   | Videna FPF | 3 de julio  | 10:00   | —        |
| Santos FC             | 4 - 2     | Comerciantes Unidos | Videna FPF | 3 de julio  | 14:00   | Gol Perú |
| Unión Comercio        | 2 - 1     | Atlético Grau       | San Marcos | 25 de julio | 19:00   | —        |

| Fecha 7             | Fecha 7   | Fecha 7               | Fecha 7    | Fecha 7    | Fecha 7 | Fecha 7  |
| Equipo 1            | Resultado | Equipo 2              | Estadio    | Fecha      | Hora    | TV       |
| ------------------- | --------- | --------------------- | ---------- | ---------- | ------- | -------- |
| Pirata FC           | 2 - 3     | Cultural Santa Rosa   | Videna FPF | 7 de julio | 11:00   | —        |
| Deportivo Coopsol   | 1 - 1     | Unión Huaral          | Videna FPF | 7 de julio | 15:30   | —        |
| Comerciantes Unidos | 1 - 2     | Deportivo Llacuabamba | San Marcos | 7 de julio | 19:00   | Gol Perú |
| Sport Chavelines    | 2 - 1     | Unión Comercio        | San Marcos | 8 de julio | 10:30   | —        |
| Juan Aurich         | 1 - 1     | Carlos Stein          | San Marcos | 8 de julio | 13:00   | —        |
| Atlético Grau       | 4 - 1     | Santos FC             | San Marcos | 8 de julio | 15:30   | Gol Perú |

| Fecha 8               | Fecha 8   | Fecha 8             | Fecha 8    | Fecha 8     | Fecha 8 | Fecha 8  |
| Equipo 1              | Resultado | Equipo 2            | Estadio    | Fecha       | Hora    | TV       |
| --------------------- | --------- | ------------------- | ---------- | ----------- | ------- | -------- |
| Carlos Stein          | 1 - 1     | Pirata FC           | Videna FPF | 11 de julio | 11:00   | —        |
| Cultural Santa Rosa   | 2 - 2     | Comerciantes Unidos | Videna FPF | 11 de julio | 15:30   | Gol Perú |
| Sport Chavelines      | 1 - 0     | Deportivo Coopsol   | San Marcos | 12 de julio | 10:30   | —        |
| Unión Huaral          | 1 - 0     | Juan Aurich         | San Marcos | 12 de julio | 13:00   | —        |
| Unión Comercio        | 0 - 2     | Santos FC           | San Marcos | 12 de julio | 15:30   | —        |
| Deportivo Llacuabamba | 2 - 2     | Atlético Grau       | San Marcos | 12 de julio | 18:00   | Gol Perú |

| Fecha 9             | Fecha 9   | Fecha 9               | Fecha 9     | Fecha 9     | Fecha 9 | Fecha 9  |
| Equipo 1            | Resultado | Equipo 2              | Estadio     | Fecha       | Hora    | TV       |
| ------------------- | --------- | --------------------- | ----------- | ----------- | ------- | -------- |
| Juan Aurich         | 1 - 1     | Sport Chavelines      | Videna FPF  | 15 de julio | 11:00   | —        |
| Pirata FC           | 1 - 1     | Unión Huaral          | San Marcos  | 15 de julio | 13:00   | —        |
| Comerciantes Unidos | 0 - 1     | Carlos Stein          | San Marcos  | 15 de julio | 15:30   | Gol Perú |
| Santos FC           | 0 - 1     | Deportivo Llacuabamba | Videna FPF  | 16 de julio | 11:00   | —        |
| Deportivo Coopsol   | 0 - 4     | Unión Comercio        | San Marcos  | 16 de julio | 13:00   | —        |
| Atlético Grau       | 0 - 0     | Cultural Santa Rosa   | Miguel Grau | 16 de julio | 15:30   | Gol Perú |

| Fecha 10            | Fecha 10  | Fecha 10              | Fecha 10   | Fecha 10    | Fecha 10 | Fecha 10 |
| Equipo 1            | Resultado | Equipo 2              | Estadio    | Fecha       | Hora     | TV       |
| ------------------- | --------- | --------------------- | ---------- | ----------- | -------- | -------- |
| Unión Comercio      | 3 - 1     | Deportivo Llacuabamba | Videna FPF | 21 de julio | 11:00    | —        |
| Unión Huaral        | 1 - 2     | Comerciantes Unidos   | San Marcos | 21 de julio | 13:15    | —        |
| Carlos Stein        | 1 - 2     | Atlético Grau         | Videna FPF | 21 de julio | 15:30    | —        |
| Cultural Santa Rosa | 3 - 0     | Santos FC             | San Marcos | 22 de julio | 10:30    | —        |
| Deportivo Coopsol   | 1 - 0     | Juan Aurich           | San Marcos | 22 de julio | 13:00    | Gol Perú |
| Sport Chavelines    | 3 - 2     | Pirata FC             | San Marcos | 22 de julio | 15:30    | Gol Perú |

| Fecha 11              | Fecha 11  | Fecha 11            | Fecha 11          | Fecha 11    | Fecha 11 | Fecha 11          |
| Equipo 1              | Resultado | Equipo 2            | Estadio           | Fecha       | Hora     | TV                |
| --------------------- | --------- | ------------------- | ----------------- | ----------- | -------- | ----------------- |
| Pirata FC             | 3 - 3     | Deportivo Coopsol   | San Marcos        | 29 de julio | 10:30    | —                 |
| Santos FC             | 1 - 1     | Carlos Stein        | San Marcos        | 29 de julio | 13:00    | —                 |
| Atlético Grau         | 1 - 0     | Unión Huaral        | Miguel Grau       | 29 de julio | 15:00    | Gol Perú          |
| Comerciantes Unidos   | 1 - 5     | Sport Chavelines    | Iván Elías Moreno | 29 de julio | 15:00    | Movistar Deportes |
| Deportivo Llacuabamba | 1 - 1     | Cultural Santa Rosa | San Marcos        | 29 de julio | 15:30    | —                 |
| Juan Aurich           | 2 - 1     | Unión Comercio      | San Marcos        | 29 de julio | 18:00    | —                 |

Notas:
1. 1 2 3 4 5 6 7 8 9 10 11  Cultural Santa Rosa fue el anterior nombre del Club Deportivo Los Chankas.

## Fase 2

### Clasificación
| Pos. | Equipo                | Pts. | PJ | G | E | P | GF | GC | Dif. | Clasificación                         |
| ---- | --------------------- | ---- | -- | - | - | - | -- | -- | ---- | ------------------------------------- |
| 1    | Unión Huaral          | 23   | 11 | 7 | 2 | 2 | 24 | 13 | +11  | Accede a los Play-offs de campeonato. |
| 2    | Unión Comercio        | 21   | 11 | 6 | 3 | 2 | 22 | 12 | +10  |                                       |
| 3    | Carlos Stein          | 19   | 11 | 6 | 1 | 4 | 16 | 11 | +5   |                                       |
| 4    | Atlético Grau         | 18   | 11 | 5 | 3 | 3 | 21 | 14 | +7   |                                       |
| 5    | Los Chankas           | 18   | 11 | 5 | 3 | 3 | 18 | 13 | +5   |                                       |
| 6    | Deportivo Llacuabamba | 17   | 11 | 5 | 2 | 4 | 12 | 13 | −1   |                                       |
| 7    | Sport Chavelines      | 16   | 11 | 4 | 4 | 3 | 21 | 18 | +3   |                                       |
| 8    | Deportivo Coopsol     | 13   | 11 | 4 | 1 | 6 | 16 | 19 | −3   |                                       |
| 9    | Juan Aurich           | 12   | 11 | 2 | 6 | 3 | 21 | 20 | +1   |                                       |
| 10   | Pirata FC             | 11   | 11 | 3 | 2 | 6 | 16 | 28 | −12  |                                       |
| 11   | Santos FC             | 8    | 11 | 2 | 2 | 7 | 9  | 19 | −10  |                                       |
| 12   | Comerciantes Unidos   | 6    | 11 | 1 | 3 | 7 | 10 | 26 | −16  |                                       |

 Fuente: FPF
Criterios de clasificación: Puntos · Diferencia de goles · Goles a favor · Play-off
Notas:
1. ↑  Unión Huaral fue el ganador de la Fase 2, sin embargo, perdió el acceso a Play-offs por no finalizar entre los seis mejores de la Tabla acumulada.

### Resultados
- Los horarios corresponden al huso horario de Perú: (UTC-5).

| Fecha 1               | Fecha 1   | Fecha 1           | Fecha 1    | Fecha 1     | Fecha 1 | Fecha 1  |
| Equipo 1              | Resultado | Equipo 2          | Estadio    | Fecha       | Hora    | TV       |
| --------------------- | --------- | ----------------- | ---------- | ----------- | ------- | -------- |
| Santos FC             | 1 - 3     | Unión Huaral      | San Marcos | 5 de agosto | 10:30   | —        |
| Cultural Santa Rosa   | 0 - 3     | Unión Comercio    | San Marcos | 5 de agosto | 13:00   | —        |
| Deportivo Llacuabamba | 2 - 1     | Carlos Stein      | San Marcos | 5 de agosto | 15:30   | —        |
| Atlético Grau         | 2 - 2     | Sport Chavelines  | San Marcos | 5 de agosto | 18:00   | Gol Perú |
| Comerciantes Unidos   | 1 - 2     | Deportivo Coopsol | San Marcos | 6 de agosto | 13:15   | —        |
| Pirata FC             | 2 - 2     | Juan Aurich       | San Marcos | 6 de agosto | 18:00   | Gol Perú |

| Fecha 2           | Fecha 2   | Fecha 2               | Fecha 2    | Fecha 2      | Fecha 2 | Fecha 2  |
| Equipo 1          | Resultado | Equipo 2              | Estadio    | Fecha        | Hora    | TV       |
| ----------------- | --------- | --------------------- | ---------- | ------------ | ------- | -------- |
| Unión Huaral      | 2 - 1     | Deportivo Llacuabamba | San Marcos | 9 de agosto  | 13:00   | —        |
| Carlos Stein      | 1 - 0     | Cultural Santa Rosa   | San Marcos | 9 de agosto  | 15:30   | —        |
| Sport Chavelines  | 3 - 0     | Santos FC             | San Marcos | 9 de agosto  | 18:00   | Gol Perú |
| Unión Comercio    | 4 - 2     | Pirata FC             | San Marcos | 10 de agosto | 10:30   | —        |
| Juan Aurich       | 1 - 1     | Comerciantes Unidos   | San Marcos | 10 de agosto | 13:00   | —        |
| Deportivo Coopsol | 0 - 2     | Atlético Grau         | San Marcos | 10 de agosto | 15:30   | Gol Perú |

| Fecha 3               | Fecha 3   | Fecha 3           | Fecha 3    | Fecha 3      | Fecha 3 | Fecha 3  |
| Equipo 1              | Resultado | Equipo 2          | Estadio    | Fecha        | Hora    | TV       |
| --------------------- | --------- | ----------------- | ---------- | ------------ | ------- | -------- |
| Cultural Santa Rosa   | 2 - 2     | Unión Huaral      | San Marcos | 12 de agosto | 13:00   | —        |
| Deportivo Llacuabamba | 2 - 5     | Sport Chavelines  | San Marcos | 12 de agosto | 15:30   | Gol Perú |
| Comerciantes Unidos   | 3 - 3     | Pirata FC         | San Marcos | 13 de agosto | 10:30   | —        |
| Santos FC             | 1 - 4     | Deportivo Coopsol | San Marcos | 13 de agosto | 13:00   | —        |
| Carlos Stein          | 0 - 0     | Unión Comercio    | San Marcos | 13 de agosto | 15:30   | —        |
| Atlético Grau         | 1 - 3     | Juan Aurich       | San Marcos | 13 de agosto | 18:00   | Gol Perú |

| Fecha 4           | Fecha 4   | Fecha 4               | Fecha 4    | Fecha 4      | Fecha 4 | Fecha 4  |
| Equipo 1          | Resultado | Equipo 2              | Estadio    | Fecha        | Hora    | TV       |
| ----------------- | --------- | --------------------- | ---------- | ------------ | ------- | -------- |
| Unión Huaral      | 0 - 1     | Carlos Stein          | San Marcos | 19 de agosto | 13:00   | —        |
| Deportivo Coopsol | 0 - 1     | Deportivo Llacuabamba | San Marcos | 19 de agosto | 15:30   | —        |
| Sport Chavelines  | 2 - 5     | Los Chankas           | San Marcos | 19 de agosto | 18:00   | Gol Perú |
| Unión Comercio    | 4 - 0     | Comerciantes Unidos   | San Marcos | 20 de agosto | 10:30   | —        |
| Pirata FC         | 1 - 6     | Atlético Grau         | San Marcos | 20 de agosto | 13:00   | —        |
| Juan Aurich       | 2 - 2     | Santos FC             | San Marcos | 20 de agosto | 15:30   | Gol Perú |

| Fecha 5               | Fecha 5   | Fecha 5             | Fecha 5    | Fecha 5      | Fecha 5 | Fecha 5  |
| Equipo 1              | Resultado | Equipo 2            | Estadio    | Fecha        | Hora    | TV       |
| --------------------- | --------- | ------------------- | ---------- | ------------ | ------- | -------- |
| Los Chankas           | 3 - 0     | Deportivo Coopsol   | San Marcos | 25 de agosto | 18:00   | —        |
| Carlos Stein          | 1 - 2     | Sport Chavelines    | San Marcos | 25 de agosto | 20:30   | Gol Perú |
| Santos FC             | 2 - 0     | Pirata FC           | San Marcos | 26 de agosto | 10:30   | —        |
| Unión Comercio        | 1 - 3     | Unión Huaral        | San Marcos | 26 de agosto | 13:00   | —        |
| Deportivo Llacuabamba | 2 - 1     | Juan Aurich         | San Marcos | 26 de agosto | 15:30   | —        |
| Atlético Grau         | 4 - 0     | Comerciantes Unidos | San Marcos | 26 de agosto | 18:00   | Gol Perú |

| Fecha 6             | Fecha 6   | Fecha 6               | Fecha 6    | Fecha 6         | Fecha 6 | Fecha 6  |
| Equipo 1            | Resultado | Equipo 2              | Estadio    | Fecha           | Hora    | TV       |
| ------------------- | --------- | --------------------- | ---------- | --------------- | ------- | -------- |
| Deportivo Coopsol   | 1 - 4     | Carlos Stein          | San Marcos | 31 de agosto    | 10:30   | —        |
| Juan Aurich         | 1 - 1     | Los Chankas           | San Marcos | 31 de agosto    | 13:00   | —        |
| Sport Chavelines    | 1 - 2     | Unión Huaral          | San Marcos | 31 de agosto    | 15:30   | Gol Perú |
| Pirata FC           | 0 - 2     | Deportivo Llacuabamba | San Marcos | 1 de septiembre | 10:30   | —        |
| Comerciantes Unidos | 2 - 1     | Santos FC             | San Marcos | 1 de septiembre | 13:00   | —        |
| Atlético Grau       | 2 - 1     | Unión Comercio        | San Marcos | 1 de septiembre | 15:30   | Gol Perú |

| Fecha 7               | Fecha 7   | Fecha 7             | Fecha 7    | Fecha 7         | Fecha 7 | Fecha 7  |
| Equipo 1              | Resultado | Equipo 2            | Estadio    | Fecha           | Hora    | TV       |
| --------------------- | --------- | ------------------- | ---------- | --------------- | ------- | -------- |
| Los Chankas           | 1 - 3     | Pirata FC           | San Marcos | 6 de septiembre | 10:30   | —        |
| Unión Huaral          | 2 - 1     | Deportivo Coopsol   | San Marcos | 6 de septiembre | 13:00   | Gol Perú |
| Carlos Stein          | 0 - 2     | Juan Aurich         | San Marcos | 6 de septiembre | 15:30   | Gol Perú |
| Deportivo Llacuabamba | 2 - 0     | Comerciantes Unidos | San Marcos | 7 de septiembre | 10:30   | —        |
| Santos FC             | 0 - 0     | Atlético Grau       | San Marcos | 7 de septiembre | 13:00   | Gol Perú |
| Unión Comercio        | 1 - 1     | Sport Chavelines    | San Marcos | 7 de septiembre | 15:30   | Gol Perú |

| Fecha 8             | Fecha 8   | Fecha 8               | Fecha 8    | Fecha 8          | Fecha 8 | Fecha 8  |
| Equipo 1            | Resultado | Equipo 2              | Estadio    | Fecha            | Hora    | TV       |
| ------------------- | --------- | --------------------- | ---------- | ---------------- | ------- | -------- |
| Comerciantes Unidos | 0 - 2     | Los Chankas           | San Marcos | 10 de septiembre | 10:30   | —        |
| Pirata FC           | 0 - 2     | Carlos Stein          | San Marcos | 10 de septiembre | 15:30   | Gol Perú |
| Deportivo Coopsol   | 0 - 0     | Sport Chavelines      | San Marcos | 10 de septiembre | 18:00   | Gol Perú |
| Santos FC           | 0 - 1     | Unión Comercio        | San Marcos | 11 de septiembre | 18:00   | Gol Perú |
| Atlético Grau       | 0 - 0     | Deportivo Llacuabamba | San Marcos | 11 de septiembre | 20:30   | Gol Perú |
| Juan Aurich         | 3 - 3     | Unión Huaral          | San Marcos | 24 de septiembre | 15:30   | —        |

| Fecha 9               | Fecha 9   | Fecha 9             | Fecha 9    | Fecha 9          | Fecha 9 | Fecha 9  |
| Equipo 1              | Resultado | Equipo 2            | Estadio    | Fecha            | Hora    | TV       |
| --------------------- | --------- | ------------------- | ---------- | ---------------- | ------- | -------- |
| Carlos Stein          | 3 - 2     | Comerciantes Unidos | San Marcos | 15 de septiembre | 10:30   | —        |
| Unión Huaral          | 0 - 1     | Pirata FC           | San Marcos | 15 de septiembre | 13:00   | Gol Perú |
| Unión Comercio        | 2 - 1     | Deportivo Coopsol   | San Marcos | 16 de septiembre | 10:30   | —        |
| Deportivo Llacuabamba | 0 - 2     | Santos FC           | San Marcos | 16 de septiembre | 13:00   | Gol Perú |
| Los Chankas           | 3 - 1     | Atlético Grau       | San Marcos | 16 de septiembre | 15:30   | Gol Perú |
| Sport Chavelines      | 3 - 2     | Juan Aurich         | San Marcos | 27 de septiembre | 13:15   | —        |

| Fecha 10              | Fecha 10  | Fecha 10          | Fecha 10   | Fecha 10         | Fecha 10 | Fecha 10 |
| Equipo 1              | Resultado | Equipo 2          | Estadio    | Fecha            | Hora     | TV       |
| --------------------- | --------- | ----------------- | ---------- | ---------------- | -------- | -------- |
| Juan Aurich           | 1 - 2     | Deportivo Coopsol | San Marcos | 20 de septiembre | 10:30    | —        |
| Pirata FC             | 2 - 1     | Sport Chavelines  | San Marcos | 20 de septiembre | 13:00    | Gol Perú |
| Comerciantes Unidos   | 0 - 3     | Unión Huaral      | San Marcos | 20 de septiembre | 15:30    | Gol Perú |
| Santos FC             | 0 - 1     | Los Chankas       | San Marcos | 21 de septiembre | 15:30    | —        |
| Deportivo Llacuabamba | 0 - 2     | Unión Comercio    | San Marcos | 21 de septiembre | 18:00    | Gol Perú |
| Atlético Grau         | 2 - 0     | Carlos Stein      | San Marcos | 21 de septiembre | 20:30    | Gol Perú |

| Fecha 11          | Fecha 11  | Fecha 11              | Fecha 11          | Fecha 11         | Fecha 11 | Fecha 11          |
| Equipo 1          | Resultado | Equipo 2              | Estadio           | Fecha            | Hora     | TV                |
| ----------------- | --------- | --------------------- | ----------------- | ---------------- | -------- | ----------------- |
| Carlos Stein      | 3 - 0     | Santos FC             | Iván Elías Moreno | 30 de septiembre | 11:00    | —                 |
| Los Chankas       | 0 - 0     | Deportivo Llacuabamba | Miguel Grau       | 30 de septiembre | 11:00    | Gol Perú          |
| Deportivo Coopsol | 5 - 2     | Pirata FC             | San Marcos        | 30 de septiembre | 13:00    | Gol Perú          |
| Unión Huaral      | 4 - 1     | Atlético Grau         | Iván Elías Moreno | 30 de septiembre | 15:30    | Gol Perú          |
| Unión Comercio    | 3 - 3     | Juan Aurich           | San Marcos        | 30 de septiembre | 15:30    | Movistar Deportes |
| Sport Chavelines  | 1 - 1     | Comerciantes Unidos   | Miguel Grau       | 30 de septiembre | 15:30    | Movistar Eventos  |

Notas:
1. 1 2 3  Cultural Santa Rosa fue el anterior nombre del Club Deportivo Los Chankas.
2. ↑  Mediante resolución N°039-CD-FPF-2021, se dio por ganador a Unión Comercio por un resultado de 3 a 0. El duelo originalmente lo había ganado Unión Comercio por un marcador de 1 a 0.
3. ↑  El día 19 de agosto, Cultural Santa Rosa cambió de nombre, pasándose a llamar Club Deportivo Los Chankas.[6]

## Tabla acumulada

### Clasificación
| Pos. | Equipo                | Pts. | PJ | G  | E  | P  | GF | GC | Dif. | Clasificación                         |
| ---- | --------------------- | ---- | -- | -- | -- | -- | -- | -- | ---- | ------------------------------------- |
| 1    | Sport Chavelines      | 39   | 22 | 11 | 6  | 5  | 49 | 34 | +15  | Accede a los play-offs de campeonato. |
| 2    | Atlético Grau (C)     | 39   | 22 | 11 | 6  | 5  | 39 | 24 | +15  | Accede a los play-offs de campeonato. |
| 3    | Unión Comercio        | 37   | 22 | 10 | 7  | 5  | 40 | 24 | +16  | Accede al reducido por la promoción.  |
| 4    | Carlos Stein (A)      | 34   | 22 | 9  | 7  | 6  | 31 | 25 | +6   | Accede al reducido por la promoción.  |
| 5    | Deportivo Llacuabamba | 33   | 22 | 9  | 6  | 7  | 33 | 35 | −2   | Accede al reducido por la promoción.  |
| 6    | Los Chankas           | 32   | 22 | 8  | 8  | 6  | 36 | 30 | +6   | Accede al reducido por la promoción.  |
| 7    | Unión Huaral          | 32   | 22 | 9  | 5  | 8  | 36 | 33 | +3   |                                       |
| 8    | Juan Aurich           | 28   | 22 | 6  | 10 | 6  | 33 | 31 | +2   |                                       |
| 9    | Deportivo Coopsol     | 26   | 22 | 7  | 5  | 10 | 27 | 34 | −7   |                                       |
| 10   | Santos FC             | 23   | 22 | 6  | 5  | 11 | 24 | 35 | −11  |                                       |
| 11   | Comerciantes Unidos   | 20   | 22 | 5  | 5  | 12 | 25 | 46 | −21  |                                       |
| 12   | Pirata FC             | 15   | 22 | 3  | 6  | 13 | 33 | 55 | −22  |                                       |

 Fuente: FPF
Criterios de clasificación: Puntos · Diferencia de goles · Goles a favor · Play-off

### Tabla de resultados
| Local \ Visitante     | GRA | CST | COU | COO | LLA | JAU | CNK | PIR | SAN | CHA | UCO | HUA |
| --------------------- | --- | --- | --- | --- | --- | --- | --- | --- | --- | --- | --- | --- |
| Atlético Grau         | —   | 2–0 | 4–0 | 2–0 | 0–0 | 1–3 | 0–0 | 2–1 | 4–1 | 2–2 | 2–1 | 1–0 |
| Carlos Stein          | 1–2 | —   | 3–2 | 1–1 | 3–2 | 0–2 | 1–0 | 1–1 | 3–0 | 1–2 | 0–0 | 1–2 |
| Comerciantes Unidos   | 1–0 | 0–1 | —   | 1–2 | 1–2 | 1–2 | 0–2 | 3–3 | 2–1 | 1–5 | 1–1 | 0–3 |
| Deportivo Coopsol     | 0–2 | 1–4 | 0–1 | —   | 0–1 | 1–0 | 2–0 | 5–2 | 1–0 | 0–0 | 0–4 | 1–1 |
| Deportivo Llacuabamba | 2–2 | 2–1 | 2–0 | 2–2 | —   | 2–1 | 1–1 | 4–3 | 0–2 | 2–5 | 0–2 | 4–3 |
| Juan Aurich           | 0–2 | 1–1 | 1–1 | 1–2 | 0–0 | —   | 1–1 | 2–0 | 2–2 | 1–1 | 2–1 | 3–3 |
| Los Chankas           | 3–1 | 1–1 | 2–2 | 3–0 | 0–0 | 3–4 | —   | 1–3 | 3–0 | 0–3 | 0–3 | 2–2 |
| Pirata FC             | 1–6 | 0–2 | 2–3 | 3–3 | 0–2 | 2–2 | 2–3 | —   | 2–2 | 2–1 | 0–3 | 1–1 |
| Santos FC             | 0–0 | 1–1 | 4–2 | 1–4 | 0–1 | 0–0 | 0–1 | 2–0 | —   | 2–1 | 0–1 | 1–3 |
| Sport Chavelines      | 2–2 | 3–4 | 1–1 | 1–0 | 4–2 | 3–2 | 2–5 | 3–2 | 3–0 | —   | 2–1 | 1–2 |
| Unión Comercio        | 2–1 | 0–0 | 4–0 | 2–1 | 3–1 | 3–3 | 2–2 | 4–2 | 0–2 | 1–1 | —   | 1–3 |
| Unión Huaral          | 4–1 | 0–1 | 1–2 | 2–1 | 2–1 | 1–0 | 0–3 | 0–1 | 1–3 | 1–3 | 1–1 | —   |

## Play-offs de campeonato
| Equipo           | Método de clasificación   | Fecha del registro |
| ---------------- | ------------------------- | ------------------ |
| Sport Chavelines | Ganador de la Fase 1      | 29 de julio        |
| Sport Chavelines | 1.º en la Tabla acumulada | 30 de septiembre   |
| Atlético Grau    | 2.º en la Tabla acumulada | 30 de septiembre   |
| Unión Huaral*    | Ganador de la Fase 2      | 30 de septiembre   |

* Unión Huaral fue el ganador de la Fase 2, sin embargo perdió el acceso a Play-offs tras no finalizar entre los seis mejores de la Tabla acumulada.

### Final
| 9 de octubre, 19:30 (UTC-5) | Sport Chavelines | 1:2 (0:1) | Atlético Grau           | Estadio San Marcos, Lima |                         |
|                             | Sen 48' (pen.)   | Reporte   | Ceballos 4' · Ojeda 78' | Árbitro(s): Bruno Pérez  | Árbitro(s): Bruno Pérez |

|                                                                 |
|                                                                 |
| Campeón 2021 Atlético Grau Asciende a la Liga1 2022 1.er título |

## Reducido por la promoción
|  | Primera eliminatoria | Primera eliminatoria  | Primera eliminatoria |              |       | Segunda eliminatoria | Segunda eliminatoria | Segunda eliminatoria |  |    | Definición       | Definición | Definición |  |
|  |                      |                       |                      |              |       |                      |                      |                      |  |    |                  |            |            |  |
|  |                      |                       |                      |              |       |                      |                      |                      |  |    |                  |            |            |  |
|  | 3                    | Unión Comercio        | 2                    |              |       |                      |                      |                      |  |    |                  |            |            |  |
|  | 3                    | Unión Comercio        | 2                    |              |       |                      |                      |                      |  |    |                  |            |            |  |
|  | 6                    | Los Chankas           | 1                    |              |       |                      |                      |                      |  |    |                  |            |            |  |
|  | 6                    | Los Chankas           | 1                    |              | 3     | Unión Comercio       | 0 (6)                |                      |  |    |                  |            |            |  |
|  |                      |                       |                      |              | 3     | Unión Comercio       | 0 (6)                |                      |  |    |                  |            |            |  |
|  |                      |                       | 4                    | Carlos Stein | 0 (7) |                      |                      |                      |  |    |                  |            |            |  |
|  | 4                    | Carlos Stein          | 4                    | Carlos Stein | 0 (7) | 2                    |                      |                      |  |    |                  |            |            |  |
|  | 4                    | Carlos Stein          |                      |              |       |                      |                      |                      |  |    |                  |            |            |  |
|  | 5                    | Deportivo Llacuabamba | 1                    |              |       |                      |                      |                      |  |    |                  |            |            |  |
|  | 5                    | Deportivo Llacuabamba | 1                    |              |       |                      |                      |                      |  | PC | Sport Chavelines | 1          |            |  |
|  |                      |                       |                      |              |       |                      |                      |                      |  | PC | Sport Chavelines | 1          |            |  |
|  |                      |                       | GR                   | Carlos Stein | 2     |                      |                      |                      |  |    |                  |            |            |  |
|  |                      |                       | GR                   | Carlos Stein | 2     |                      |                      |                      |  |    |                  |            |            |  |
|  |                      |                       |                      |              |       |                      |                      |                      |  |    |                  |            |            |  |
|  |                      |                       |                      |              |       |                      |                      |                      |  |    |                  |            |            |  |
|  |                      |                       |                      |              |       |                      |                      |                      |  |    |                  |            |            |  |
|  |                      |                       |                      |              |       |                      |                      |                      |  |    |                  |            |            |  |
|  |                      |                       |                      |              |       |                      |                      |                      |  |    |                  |            |            |  |
|  |                      |                       |                      |              |       |                      |                      |                      |  |    |                  |            |            |  |
|  |                      |                       |                      |              |       |                      |                      |                      |  |    |                  |            |            |  |
|  |                      |                       |                      |              |       |                      |                      |                      |  |    |                  |            |            |  |
|  |                      |                       |                      |              |       |                      |                      |                      |  |    |                  |            |            |  |
|  |                      |                       |                      |              |       |                      |                      |                      |  |    |                  |            |            |  |

### Primera eliminatoria
| 5 de octubre, 11:30 (UTC-5) | Carlos Stein      | 2:1 (1:0) | Deportivo Llacuabamba | Estadio San Marcos, Lima |                         |
|                             | Quiñones 29', 79' | Reporte   | López 83' (a.g.)      | Árbitro(s): Pablo López  | Árbitro(s): Pablo López |

| 5 de octubre, 15:00 (UTC-5) | Unión Comercio                     | 2:1 (1:1) | Los Chankas | Estadio San Marcos, Lima  |                           |
|                             | Ibargüen 7' · Almirón 90+4' (pen.) | Reporte   | Machado 27' | Árbitro(s): Edwin Ordóñez | Árbitro(s): Edwin Ordóñez |

### Segunda eliminatoria
| 9 de octubre, 16:30 (UTC-5) | Unión Comercio                                                                          | 0:0 (6:7 p.)               | Carlos Stein                                                                         | Estadio San Marcos, Lima     |                              |
|                             |                                                                                         | Reporte                    |                                                                                      | Árbitro(s): Augusto Menéndez | Árbitro(s): Augusto Menéndez |
|                             |                                                                                         | Tiros desde el punto penal |                                                                                      |                              |                              |
|                             | Almirón · Muñoz · Ibargüen · Velarde · Uculmana · Neira · Mosquera · Reátegui · Rengifo |                            | Salas · Brundo · Ramírez · Palacios · Cotrina · Vargas · Fuentes · Valverde · Atoche |                              |                              |

### Definición del subcampeón
| 15 de octubre, 15:00 (UTC-5) | Sport Chavelines | 1:2 (0:1) | Carlos Stein             | Estadio San Marcos, Lima |                          |
|                              | Sen 77' (pen.)   | Reporte   | Salas 38' · Palacios 72' | Árbitro(s): Kevin Ortega | Árbitro(s): Kevin Ortega |

|                                                           |
| Subcampeón Carlos Stein Accede a la promoción de ascenso. |

## Revalidación
| Ida; 4 de noviembre de 2021, 15:00 | Carlos Stein | 0:1 (0:0) | Deportivo Binacional | Estadio Monumental, Lima     |                              |
|                                    |              | Reporte   | Arango 55'           | Árbitro(s): Michael Espinoza | Árbitro(s): Michael Espinoza |

| Vuelta; 7 de noviembre de 2021, 15:00 | Deportivo Binacional                 | 0:1 (0:0) (2:4 p.)(Global 1:1) | Carlos Stein                                 | Estadio Monumental, Lima  |                           |
|                                       |                                      | Reporte                        | Freitas 77'                                  | Árbitro(s): Edwin Ordóñez | Árbitro(s): Edwin Ordóñez |
|                                       |                                      | Tiros desde el punto penal     |                                              |                           |                           |
|                                       | Mancilla · Carranza · Polar · Rosell |                                | Salas · Freitas · Ramírez · Quiñones · López |                           |                           |

|                     |                      |
| Carlos Stein        | Deportivo Binacional |
| Asciende a la Liga1 | Devuelto a la Liga1  |

## Datos y estadísticas
| Santiago Pallares     | Atlético Grau       | 14 | 20 |
| Sergio Almirón        | Unión Comercio      | 14 | 21 |
| Matías Sen            | Sport Chavelines    | 13 | 13 |
| Santiago Córdoba      | Juan Aurich         | 12 | 21 |
| Andy Pando            | Los Chankas         | 12 | 21 |
| Kevin Serna           | Los Chankas         | 11 | 22 |
| Edis Ibargüen         | Unión Comercio      | 11 | 24 |
| Pedro Bautista        | Comerciantes Unidos | 10 | 20 |
| Accel Campos          | Pirata FC           | 10 | 21 |
| Rolando Díaz          | Unión Huaral        | 10 | 21 |
| Maximiliano Zárate    | Deportivo Coopsol   | 9  | 22 |
| Fuente: Transfermarkt |                     |    |    |

| Carlos López          | Unión Huaral          | 9 | 17 |
| Christian Neira       | Unión Comercio        | 9 | 23 |
| Níger Vega            | Deportivo Llacuabamba | 8 | 19 |
| Jhony Obeso           | Deportivo Llacuabamba | 7 | 19 |
| Kevin Santamaría      | Sport Chavelines      | 7 | 21 |
| Kevin Serna           | Los Chankas           | 7 | 22 |
| Mario Ramírez         | Carlos Stein          | 7 | 23 |
| Alejandro Ramírez     | Juan Aurich           | 6 | 19 |
| Accel Campos          | Pirata FC             | 6 | 21 |
| Fuente: Transfermarkt |                       |   |    |